# Су-75
Лёгкий тактический самолёт (ЛТС) Су-75 «Шах и Мат» (англ. Checkmate) — проект российского малозаметного многофункционального истребителя пятого поколения, созданный в ОКБ имени П. О. Сухого.
Самолёт разрабатывается как инициативный проект компании для возможного экспорта в страны Ближнего Востока, Азиатско-Тихоокеанского региона, Латинской Америки, Индию и в качестве предложения для ВКС России, как многофункциональная модульная платформа нового поколения, которую отличают возможности адаптации под потребности конкретного заказчика и как альтернатива тяжёлому истребителю Су-57.
Макет самолёта был представлен 20 июля 2021 года на авиасалоне МАКС-2021 как ЛТС Checkmate («шах и мат») и, предположительно, получит на российском рынке имя Су-75.
Лётный образец планировалось создать в 2023 году. Производство установочной партии планируется начать в 2026 году, поставки — в 2027 году.
В 2021 году в СМИ сообщалось об отсутствии интереса у зарубежных заказчиков к проекту.
В 2022 году издание Defence Arabia сообщило, что одной из первых стран, купивших Су-75, могут стать ОАЭ. В октябре 2022 года ОАЭ приостановили финансовое участие в проекте из-за переноса сроков первого полёта истребителя сначала с 2023 на 2024-й год, а потом, возможно, и на более длительный срок.
В России в ноябре 2023 года началась подготовка к производству первых образцов легких истребителей 5-го поколения Checkmate. Также, 13 ноября 2023 года глава Минпромторга РФ Денис Мантуров заявил, что первый опытный образец российского однодвигательного истребителя Checkmate может быть создан до конца 2025 года.

## Модификации/Версии
В августе 2022 года была представлена Беспилотная версия Су-75 с обновлённой конструкцией, в частности были изменены крылья и хвостовая часть

## История создания
Проектирование прототипа заняло один год благодаря использованию суперкомпьютерных технологий.

## Конструкция
Самолёт выполнен по нормальной аэродинамической схеме с V-образным оперением. Летающая модель с размахом крыла (30 см) ведёт себя в полёте, как самолёт выполненный по аэродинамической схеме «летающее крыло». Нерегулируемый воздухозаборник расположен под фюзеляжем и имеет выдвинутую нижнюю губу, конструкция использует фюзеляжный буль для разворота и слива пограничного слоя. Среднерасположенное крыло треугольной в плане формы имеет развитую механизацию передней и задней кромки. Двигатель имеет управление вектором тяги; между соплом двигателя и оперением расположены небольшие управляющие поверхности.
В фюзеляже расположены три отсека для размещения подвесного вооружения:
- два боковых предназначены для ракет «воздух-воздух» малой дальности,
- основной отсек может быть сконфигурирован как для размещения трёх ракет «воздух-воздух», так и двух «воздух-земля».

### Бортовое радиоэлектронное оборудование
Самолёт допускает различную конфигурацию бортового радиоэлектронного оборудования (БРЭО). Бортовой радиолокатор имеет активную фазированную антенную решётку для электронного управления лучом. Перед кабиной пилота расположена оптическая локационная станция. Под фюзеляжем, чуть правее носовой стойки шасси, располагается оптико-электронная прицельная система «КОЭПС-75» разработки Уральского оптико-механического завода. Также могут устанавливаться посадочные и оборонительные оптические станции того же разработчика.

## Стоимость
По словам Сергея Чемезова, стоимость самолёта будет находиться в пределах 25—30 млн долларов, что является весьма конкурентоспособной ценой на мировом рынке. Стоимость лётного часа ЛТС ожидается «в шесть-семь раз ниже, чем у F-35 (33-35 тыс. долларов), и сравнима с Gripen NG (от 4,5 тыс. до 8 тыс. долларов, в зависимости от версии)».

## Лётно-технические характеристики
Приведённые ниже характеристики частично являются расчётными (предположительными). Часть характеристик была опубликована во время презентации на МАКС-2021.

### Технические характеристики
Экипаж: 1 человек, 2 человека, беспилотный
- Двигатель: АЛ-41Ф1, изделие-30[19]

### Лётные характеристики
- Максимальная бесфорсажная скорость: M=2[19]
- Максимальная эксплуатационная перегрузка: 8 G[9]
- Практическая дальность: до 2900 км[19]
- Длина разбега/пробега: ~ 400—500 м (укороченная)[4]
- Взлетная масса: 18 т[20]
- Масса боевой нагрузки: 7,4 т[21]
- Практический потолок: 16 500 м[9]

### Вооружение
- Боевая нагрузка: 7400 кг[9]
  - Воздух-воздух:
    - P-77
    - Р-74М
    - Итого — до 5 ракет в-в во внутренних отсеках

  - Подвесной контейнер с двухствольной 23 мм пушкой ГШ-23
  - Воздух-земля:
    - К029БЭ (УПАБ-1500Б-Э)[22]
    - КАБ-500
    - К08БЭ (УПАБ-500Б-Э)[23]
    - КАБ-250 КАБ-250[англ.] и КАБ-250ЛГ-Э[24]
    - Х-38
    - Х-59MK2
    - Х-58УШК(Э)[25]
    - Гром-Э1 и Гром-Э2[25]
    - С-8
    - С-13

В минимальной комплектации благодаря радару с активной фазированной решёткой «Checkmate» будет способен атаковать до 6 целей одновременно даже в условиях сильных электронных помех.

## Факты
Отвечая на вопрос журналиста «Почему Су-75?», заместитель главного конструктора проекта «Checkmate» А. С. Булатов заметил, что самолёт создавался как дополнение к существующему Су-57, а число «75» является зеркальным отражением «57». Кроме того, для ОКБ «Сухого» цифры «7» и «5» всегда были счастливыми, и, отдавая дань этому факту, остановились на номере «75».